# سيمون هاوورث
سيمون هاوورث (بالإنجليزية: Simon Haworth)‏ (30 مارس 1977 في المملكة المتحدة - ) هو لاعب كرة قدم بريطاني في مركز الهجوم. شارك مع منتخب ويلز تحت 21 سنة لكرة القدم ومنتخب ويلز لكرة القدم. أما مع النوادي، فقد لعب مع كارديف سيتي وكوفنتري سيتي ونادي ترانمير روفرز لكرة القدم وويغان أتلتيك.

## وصلات خارجية
- سيمون هاوورث على موقع الاتحاد الدولي (مؤرشف)  (الإنجليزية)
- سيمون هاوورث على موقع قاعدة بيانات كرة القدم.إي يو (الإنجليزية)
- سيمون هاوورث على موقع ناشيونال فوتبول تيمز (الإنجليزية)
- سيمون هاوورث على موقع Soccerbase.com (لاعب) (الإنجليزية)
- سيمون هاوورث على موقع عالم كرة القدم.نت (الإنجليزية)